# اتحاد القوى الشعبية (اليمن)
اتحاد القوى الشعبية اليمنية ويعرف باسم الشورويين التعاونيون هو حزب إسلامي سياسي يمني، أسسه إبراهيم بن علي الوزير عام 1960 ويعد امتداد للثورة الدستور 1948، ويتبنى مبدأ الشورى الإسلامية في الحكم، مارس نشاطه الحزبي والتنظيمي سرا حتى إعلان الوحدة اليمنية وإقرار التعددية السياسية، وتقدم للتسجيل في لجنة شئون الأحزاب 27 فبراير 1997 و حصل على قرار التسجيل من لجنة شئون الأحزاب في 24 يوليو 2000. الأمين العام للحزب محمد عبد الرحمن الرباعي .

## العملية السياسية
- شارك في الانتخابات النيابية الأولى 1993 ولم يحصل على أي مقعد في مجلس النواب.
- قاطع الانتخابات النيابية الثانية 1997.
- شارك في الانتخابات النيابية الثالثة 2003 ولم يحصل على أي مقعد وحصل على 11967 صوت من إجمالي الأصوات الصحيحة البالغ عددها 5996049 وبنسبة 0.20%.